# 울음주머니

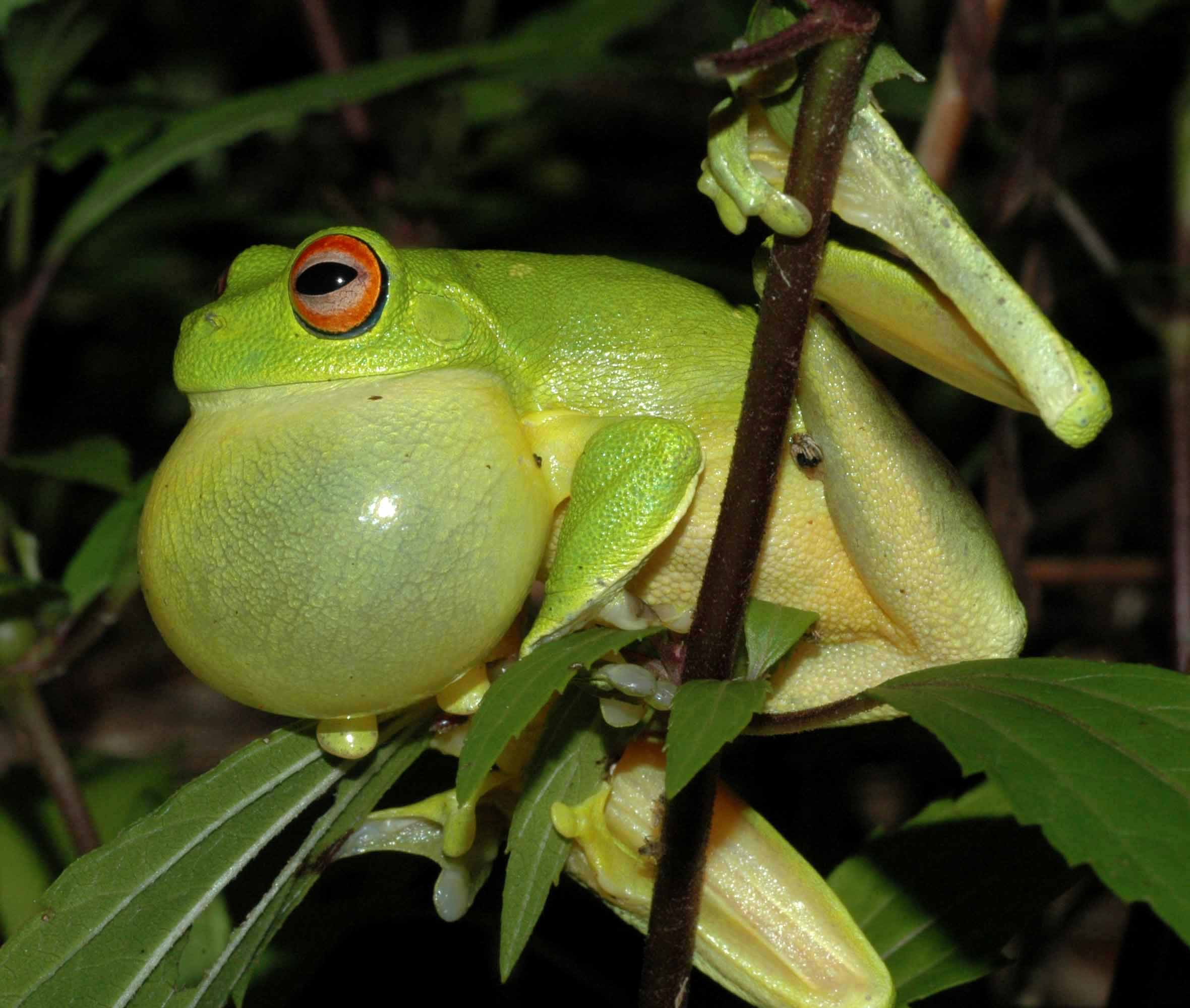
빨간눈 청개구리가 울음주머니를 부풀린 모습

울음주머니(영어: vocal sac)는 주머니처럼 생긴 소리를 내는 기관이다. 개구리나 맹꽁이 등 대부분의 양서류 개구리목 수컷의 귀나 목 뒤에서 볼 수 있으며 탄력있는 얇은 막의 형태로 되어있다. 명낭(鳴囊)이라고도 한다.

## 같이 보기
- 동물 의사소통

## 참고 문헌
- “맹꽁이 Kaloula borealis”. 《한반도의 생물자원》. 국립생물자원관. 2016년 9월 16일에 원본 문서에서 보존된 문서. 2016년 9월 1일에 확인함. 목과 주둥이 사이에 있는 울음주머니 부위